# Biserica Învierea Domnului din Kadași
Biserica Învierea Domnului din Kadași (în rusă Храм Воскресения Христова в Кадашах) este o biserică ortodoxă veche din Moscova. Biserica se află în raionul Iakimanka din districtul administrativ central al Moscovei, între două drumuri principale din partea de sud — Poliana și Ordînka (2-й Кадашёвский переулок, 7/14.).

## Istoric

### Prima atestare
Prima atestare documentară a Bisericii Învierea Domnului datează din 1493. Într-un hrisov adresată fiilor săi, cneazul voievod al Moscovei Ivan Patrikeev își enumeră proprietățile, indicând că îi aparținea în acel moment satul de dincolo de râul Moscova, mai departe de luncă, lângă Biserica de lemn a Învierii, iar acolo trăiau șerbii princiari. În 1504 marele cneaz Ivan al III-lea vorbește deja despre această zonă ca satul Kadași.
Inițial, biserica a fost numită „biserica Învierii din noroaie”. Acest nume este asociat cu inundațiile de primăvară ale râului Moscova și cu situarea bisericii în apropierea malului mlăștinos. Istoricul I.M. Sneghiriov a susținut că biserica originală exista deja în 1624, deoarece în acest an ea a plătit o sumă de bani. Începând din 1625 apar mențiuni periodice ale bisericii în actele administrative ale Patriarhiei Moscovei.
Biserica Învierii din Kadași servea, în opinia cercetătorilor istorici moderni, ca element dominant principal și catedrală a zonei Zamoskvorecie și a determinat principala axă urbană a orașului Moscova: de la turnul-clopotniță al lui Ivan cel Mare către Biserica Învierii din Kadași până la Bisericii Înălțării din Kolomenskoe.

### Construirea bisericii
Prima biserică de piatră a fost construită în anul 1656 și a existat aproximativ 30 de ani. Din această construcție au supraviețuit până în zilele noastre absida sudică (partea inferioară a bisericii) și depozitul din subsol aflat sub altare. În 1687 a început construcția unei clădiri noi a bisericii cu două etaje și cinci cupole, ce a fost finalizată în 1695. Construcția a fost realizată pe cheltuiala locuitorilor cartierului Kadași — comercianții Kondrat Markovici Dobrînin și fiul său, Longhin Kondratovici.
În partea de sus a galeriei acoperite era un pridvor-promenadă, care avea scări largi în părțile de nord, vest și sud. Cele trei scări au fost demolate în 1695, iar rămășițele structurilor de sprijin au fost transformate în portaluri inferioare ale bisericii. Pe latura de vest a fost atașat bisericii un turn-clopotniță cu șase etaje și o înălțime de peste 43 de metri. Decorațiunile sale, realizate din cărămidă, imită decorațiunile din piatră albă ale bisericii. Templul este construit în stilul baroc moscovit, care se caracterizează prin proporții fine și o siluetă delicată. Ornamentații din piatră albă decorează ferestrele, portalurile și cornișele. Biserica are patru altare; altarul principal are hramul Învierea Domnului, pe care-l poartă întreaga biserică. Pereții interiori ai bisericii au fost pictate de iconarii Piotr Beliaev, Nikolai Solomonov, Piotr Korobov și Piotr Bilindin.
Inventarele bisericii menționează existența în altarul principal al bisericii al unei Evanghelii ferecate cu aur și argint, care cântărea aproximativ 13 kg, precum și al altor odoare scumpe.

### Desacralizarea bisericii după Războiul din 1812 și restaurarea sa ulterioară

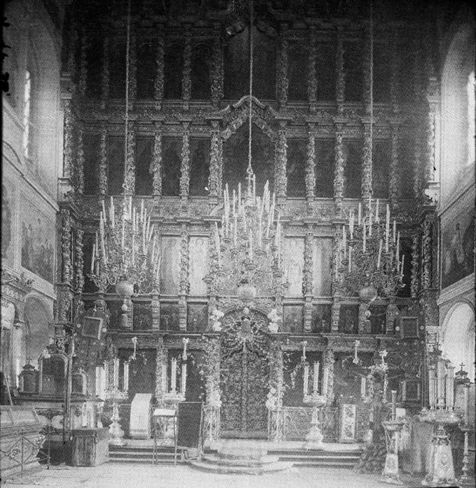
Iconostasul în secolul al XIX-lea (nu s-a păstrat)

În anul 1812 biserica a fost jefuită, picturile vechi din secolul al XVII-lea au fost deteriorate, iar trupele napoleoniene au pângărit biserica, amenajând acolo un grajd pentru cai. Turnul-clopotniță a suferit și el de pe urma incendierii. O mare parte a odoarelor bisericești au fost furate.
Lucrările de restaurare au început după treizeci de ani și au durat până în 1863. În anul 1848 artistul P.N. Șepetov a repictat pereții interiori ai bisericii, iar catapeteasma a fost restaurată și aurită din nou. În prima jumătate a secolului al XIX-lea au fost extinse absidele, au fost demontate scările de pe ambele părți ale turnului-clopotniță, iar în locul lor au fost construite două galerii boltite din pridvorul închis.
În anii 1893-1903 au fost efectuate mai multe reparații, înlocuindu-se scările din lemn din pridvorul închis cu unele din piatră, precum și sobele de teracotă din secolul al XVII-lea de la parter.

### Situația bisericii în secolele al XX-lea și al XXI-lea

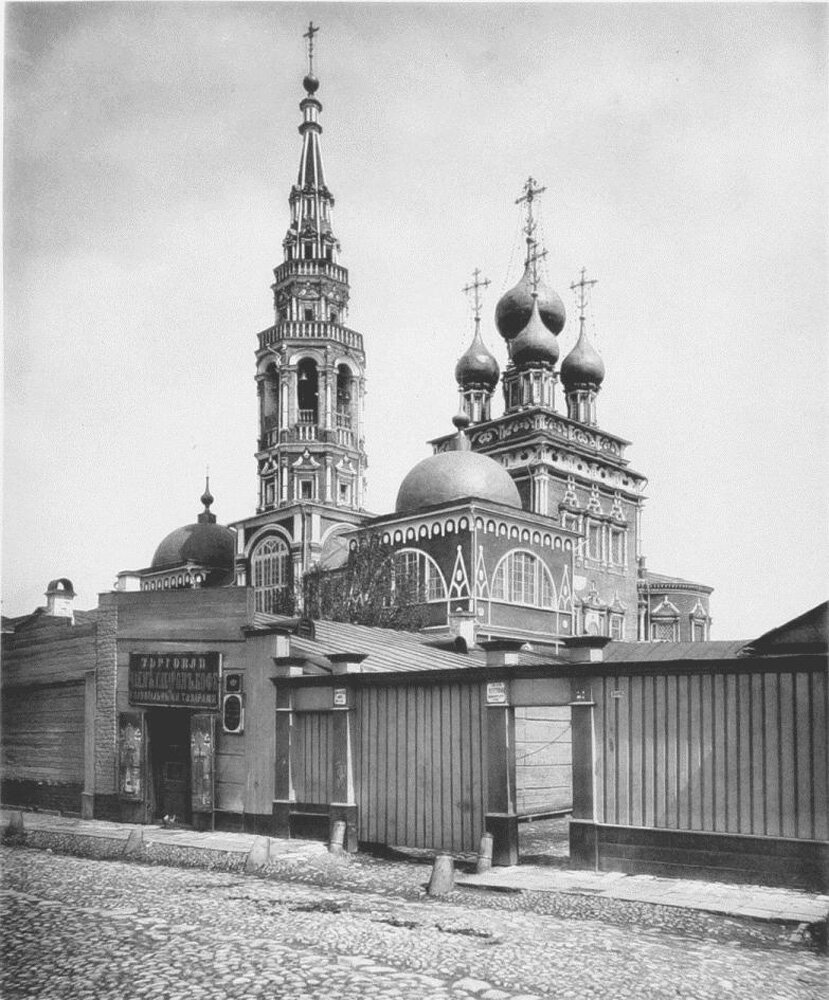
Biserica Învierea Domnului, 1882

Biserica a fost închisă în 1934. Clădirea a găzduit diverse instituții de stat, inclusiv arhiva KGB și clubul sportiv al fabricii de mezeluri. La mijlocul secolului al XX-lea biserica a fost restaurată de arhitectul Gali Alfiorov, iar, începând din 1966, clădirea renovată a fost cedată Centrului I.E. Grabar pentru restaurare științifico-artistică.
În anul 1992 a fost reînființată parohia Învierea Domnului, iar la 1 decembrie 2006 a fost semnat actul de predare a bisericii către parohia Bisericii Ortodoxe Ruse. Lucrările de restaurare a clădirii au continuat, precum și disputele cu privire la teritoriul care aparține parohiei. Încercările administrației Moscovei (conduse de Iuri Lujkov) de a demola în 2010 casa diaconiei (ce datează din 1813) și unele clădiri din vecinătate pentru a construi un bloc de apartamente s-a lovit de rezistența publică. Conflictul a fost reflectat pe larg în presa rusă, fiind denumit „Bătălia de la Kadași”.

## Principalul clopot al bisericii
Clopotul principal al bisericii a fost turnat în anul 1750 de către meșterul Konstantin Slizov, care a turnat și clopotul Uspenia din clopotnița lui Ivan cel Mare. Greutatea clopotelui este de 400 de puduri (aproximativ 6,5 tone). Potrivit unor informații, acest clopot este folosit acum la Teatrul Bolșoi în opera „Boris Godunov”.

## Odoare existente în biserică
- Moaștele cuvioșilor stareți de la Optina (icoana stareților);
- Moaștele veneratului Gavriil, arhimandritul de la Melensk, și ale altor sfinți;
- Icoana sfântului țar martir Nicolae;
- Icoana Maicii Domnului de la Poceaiv;
- Icoana Sfântului Iov, egumenul Lavrei Poceaiv;
- Icoana Sfinților Mucenici și Mărturisitori Ruși;
- Icoana Maicii Domnului de la Voronej.